# Pépinides
Les Pippinides ou Pépinides sont les membres d'une dynastie de la noblesse franque d'Austrasie dont plusieurs se nommèrent Pépin.
Le terme désigne au sens strict les membres de la famille de Pépin de Landen en ligne agnatique, c'est-à-dire issus de ce dernier par les hommes. À la suite du mariage de l'Arnulfien Ansegisel avec la pippinide Begga, les Arnulfiens sont parfois appelés improprement Pippinides. Le prestige de la famille de Pépin de Landen a rejailli sur les Arnulfiens qui puisèrent dans le stock anthroponymique des Pépinides les noms des membres de leur famille issus de cette union et donc cognatiquement des Pépinides. Ainsi, Ansegisel nomma son fils Pépin. La puissance acquise par Pépin de Herstal ajoutée à son héritage maternel fut à l'origine de l'accession à la royauté de sa descendance avec Pépin le Bref en 751. Ce fait contribue également à l'attribution du nom de Pépinides aux Arnulfiens qui n'en sont issus que cognatiquement.
À partir de Charles Martel, les Arnulfiens issus des Pippinides sont nommés Carolingiens.

## Origines
Aucun document contemporain ne mentionne le nom des parents de Pépin l'Ancien, et la Vita Garitrudis abbatissae Nivialencis rédigée au VIIe siècle se borne à dire que son origine est si illustre que nul en Europe n'ignore le nom et la gloire de ses aïeux. Au Xe siècle, la Genealogia regum Francorum parle de « Carloman, maire du Palais d'Austrasie sous Thibert II [596-612] et père de Pépin », puis au XIe siècle, la Vita Pippini ducis le dit simplement fils d'un Carloman, sans plus de précision. La documentation contemporaine permet de confirmer l'inexistence d'un maire du palais nommé Carloman au début du VIIe siècle. Les historiens sont partagés sur l'existence même de Carloman, certains rejetant complètement l'information. Mais cette mention de Carloman comme père de Pépin dans la Vita Pippini ducis n'apporte pas de prétention particulière et semble être issue d'une autre source que la Genealogia regum Francorum. De plus, à la naissance de Charles Martel, le continuateur de Frédégaire, indique que son père Pépin de Herstal le nomma d'un nom pris à sa propre langue, c'est-à-dire à sa langue maternelle, ce qui indique que le prénom de Charles provient de sa famille maternelle, donc celle de Pépin de Landen.
Quant à la mère de Pépin l'Ancien, elle reste inconnue des différentes sources tant contemporaines qu'ultérieures. Cependant, on peut remarquer dans la parenté proche de Pépin un certain nombre de porteurs de prénoms agilolfinges. Il est en effet frère d'une Waldrade et père d'un Grimoald et d'une Gertrude. Comme aucun document ne mentionne Pépin comme un Agilolfinge, ce dernier ne peut être allié à cette famille que par les femmes. Chronologiquement, le seul lien agnatique qui rende compte de cette onomastique est que la mère de Pépin de Landen soit une fille de Garibald, premier duc de Bavière, et de son épouse Waldrade, veuve des rois Thibaud et de Clotaire Ier. Compte tenu de la transmission du prénom Gertrude, qui est celui d'une probable nièce de Garibald, à la fille de Pépin, il est possible que la mère de Pépin portait ce prénom.

## Histoire

### Pépin de Landen ou Pépin l'Ancien
Pépin de Landen est avec Arnulf l'un des deux principaux chefs de l'aristocratie austrasienne au début du VIIe siècle. Comme ils supportent de moins en moins l'autorité de la reine Brunehaut, régente au nom de son arrière-petit-fils Sigebert II, ils font appel au roi neustrien Clotaire II pour éliminer la reine. Ce dernier envahit l'Austrasie en 613, défait Sigebert II et le fait tuer, ainsi que Brunehaut. En récompense, il nomme saint Arnulf comme évêque de Metz et Pépin comme maire du palais. Mais ils tombent en disgrâce à la mort de Clotaire II, en 629, son fils Dagobert Ier ayant décidé de les écarter du pouvoir. À la mort de Dagobert, en 639, son fils Sigebert III rappelle Pépin au pouvoir, mais il meurt peu après,.

### GrimoaldIer
La succession par voie héréditaire à la mairie du palais était encore loin d'être assurée et Sigebert III nomme alors son précepteur Otton. Puis le duc Radulf de Thuringe se révolte, et Pépin et le duc Adalgisel organisent une expédition contre l'insoumis. L'armée austrasienne est battue, le roi Sigebert manque d'être tué de peu mais est secouru par Grimoald. Il s'ensuit une amitié entre les deux, et Sigebert fait assassiner Otton pour nommer Grimoald maire de Palais. D'après le Liber Historiae Francorum, quelque temps après, le roi n'espérant pas avoir d'enfant, adopte le fils de Grimoald qu'il rebaptise Childebert, lequel succède à Sigebert, mais est assassiné en 662 avec son père par les Neustriens, hostiles à cette usurpation. Cette histoire ne fait cependant pas l'unanimité parmi les historiens, et certains voient dans Childebert un fils de Sigebert que ce dernier a mis sous la protection de Grimoald peu avant sa mort.
La mort de Grimoald s'accompagne ensuite de persécutions envers les membres de sa famille. Sa veuve est enfermée dans un monastère. Sa fille Vulfetrude, abbesse de Nivelles, est brimée en vue d'obtenir sa démission ; devant l'échec de cette manœuvre, les biens de l'abbaye sont saisis et Ansegisel, son beau-frère, est assassiné.

### Pépin de Herstal ou Pépin le Jeune ouPépinII
Pépin de Herstal n'est pas un vrai Pépinide, mais un Arnulfien : il est fils d'Ansegisel et de Begga, celle-ci étant la sœur de Grimoald. À partir de Pépin de Herstal, les Arnulfiens se réclament plus de l'héritage pépinide que de l'héritage arnulfien, en transmettant plus de prénoms puisés dans le stock onomastique pépinide (Pépin, Grimoald, Charles, Carloman) que dans le stock arnulfinge, à tel point que les Annales de Metz, composées à la fin du VIIIe siècle, ne présentent Pépin de Herstal que comme petit-fils de Pépin de Landen, et ne mentionnent Arnulf que comme un parent agnatique qui n'aurait contribué à la puissance des Carolingiens que par ses conseils. Cet état de fait perdure encore et les descendants d'Ansegisel et de Begga sont, de nos jours, encore considérés comme des Pépinides.
Pépin de Herstal apparait en 675 quand, duc austrasien associé au duc Martin, il s'oppose à Ebroïn, maire du palais de Neustrie. En 679, une première bataille tourne court pour les Austrasiens et le duc Martin est tué. Après la mort d'Ebroïn suivi d'une période de paix, les hostilités reprennent en 687 et se terminent en faveur de Pépin, qui devient le véritable maître des trois royaumes francs (Neustrie, Bourgogne et Austrasie). Il délaisse l'Aquitaine, confie la Neustrie à des fidèles puis à ses fils, et se concentre sur les frontières nord et orientales des royaumes : Saxe, Frise, Bavière et Alémanie. Mais la cour est divisée entre deux factions, l'une regroupé autour de Plectrude, l'épouse de Pépin, et l'autre autour d'Alpaïde, la maîtresse de Pépin. Ce dernier réussit à conserver l'équilibre entre les deux partis, mais il meurt en 714 en laissant une succession difficile.

### Charles Martel
Plectrude, la veuve de Pépin de Herstal, fait immédiatement enfermer son beau-fils Charles et fait reconnaître son petit-fils Thibaud. Mais les difficultés commencent rapidement car les Neustriens se révoltent, élisent un roi, Chilpéric II, et un maire du palais, Ragenfrid et, alliés aux Frisons, attaquent l'Austrasie. C'est alors que Charles réussit à s'échapper et à organiser une contre-attaque avec quelques partisans, qui repoussent les Neustriens et les Frisons. Fort de son succès, il écarte Plectrude et Thibaud et réunit les trois royaumes sous son autorité. Avec l'aide de l'Église, il organise les royaumes francs en une principauté cohérente. C'est alors que les Sarrasins, une première fois repoussés à Toulouse en 721, envahissent de nouveau la Gaule, mais sont vaincus par Charles près de Poitiers le 25 octobre 732. Cette victoire apporte à Charles le surnom de Martel et lui permet d'intervenir en Aquitaine qu'il soumet à son autorité. En 737, à la mort du roi mérovingien Thierry IV, Charles Martel ne juge pas utile de sacrer un nouveau roi et reste seul maître des royaumes francs, sans cependant tenter de monter sur le trône.
À sa mort, en 741, ses fils Pépin le Bref et Carloman, doivent nommer un roi, Childéric III, pour faire face aux troubles liés à la succession. Puis Carloman se retire dans un monastère en 747 et Pépin obtient en 751 le soutien du pape pour déposer Childéric III et devenir roi, ouvrant l'histoire à la dynastie carolingienne.

## Généalogie
|                                      |                                      |                                        |                                        | Clotaire Ier roi des Francs                  | Clotaire Ier roi des Francs                  | Clotaire Ier roi des Francs                  | Clotaire Ier roi des Francs                  | Clotaire Ier roi des Francs                  | Clotaire Ier roi des Francs                  |                                                 |                                                 |                                                 |                                                 |                                                 |                                                 | Waldrade princesse lombarde            | Waldrade princesse lombarde            | Waldrade princesse lombarde            | Waldrade princesse lombarde            | Waldrade princesse lombarde            | Waldrade princesse lombarde            |                                     |                                     |                                        |                                        |                                        |                                        | Garibald Ier duc de Bavière            | Garibald Ier duc de Bavière            | Garibald Ier duc de Bavière         | Garibald Ier duc de Bavière         | Garibald Ier duc de Bavière         | Garibald Ier duc de Bavière         |                                     |                                     |                                          |                                     |               |               |                                              |                                              |                                              |                                              |                                              |                                              |                                     |                                     |                                     |                                     |                                     |                                     |                                     |                                     |                            |                            |                            |                            |  |  |  |  |  |  |  |  |  |  |  |  |  |  |  |  |  |  |  |  |  |  |  |  |  |  |  |  |  |  |  |  |
|                                      |                                      |                                        |                                        | Clotaire Ier roi des Francs                  | Clotaire Ier roi des Francs                  | Clotaire Ier roi des Francs                  | Clotaire Ier roi des Francs                  | Clotaire Ier roi des Francs                  | Clotaire Ier roi des Francs                  |                                                 |                                                 |                                                 |                                                 |                                                 |                                                 | Waldrade princesse lombarde            | Waldrade princesse lombarde            | Waldrade princesse lombarde            | Waldrade princesse lombarde            | Waldrade princesse lombarde            | Waldrade princesse lombarde            |                                     |                                     |                                        |                                        |                                        |                                        | Garibald Ier duc de Bavière            | Garibald Ier duc de Bavière            | Garibald Ier duc de Bavière         | Garibald Ier duc de Bavière         | Garibald Ier duc de Bavière         | Garibald Ier duc de Bavière         |                                     |                                     |                                          |                                     |               |               |                                              |                                              |                                              |                                              |                                              |                                              |                                     |                                     |                                     |                                     |                                     |                                     |                                     |                                     |                            |                            |                            |                            |  |  |  |  |  |  |  |  |  |  |  |  |  |  |  |  |  |  |  |  |  |  |  |  |  |  |  |  |  |  |  |  |
|                                      |                                      |                                        |                                        |                                              |                                              |                                              |                                              |                                              |                                              |                                                 |                                                 |                                                 |                                                 |                                                 |                                                 |                                        |                                        |                                        |                                        |                                        |                                        |                                     |                                     |                                        |                                        |                                        |                                        |                                        |                                        |                                     |                                     |                                     |                                     |                                     |                                     |                                          |                                     |               |               |                                              |                                              |                                              |                                              |                                              |                                              |                                     |                                     |                                     |                                     |                                     |                                     |                                     |                                     |                            |                            |                            |                            |  |  |  |  |  |  |  |  |  |  |  |  |  |  |  |  |  |  |  |  |  |  |  |  |  |  |  |  |  |  |  |  |
|                                      |                                      |                                        |                                        |                                              |                                              |                                              |                                              |                                              |                                              |                                                 |                                                 |                                                 |                                                 |                                                 |                                                 |                                        |                                        |                                        |                                        |                                        |                                        |                                     |                                     |                                        |                                        |                                        |                                        |                                        |                                        |                                     |                                     |                                     |                                     |                                     |                                     |                                          |                                     |               |               |                                              |                                              |                                              |                                              |                                              |                                              |                                     |                                     |                                     |                                     |                                     |                                     |                                     |                                     |                            |                            |                            |                            |  |  |  |  |  |  |  |  |  |  |  |  |  |  |  |  |  |  |  |  |  |  |  |  |  |  |  |  |  |  |  |  |
|                                      |                                      |                                        |                                        |                                              |                                              | Carloman noble franc                         | Carloman noble franc                         | Carloman noble franc                         | Carloman noble franc                         | Carloman noble franc                            | Carloman noble franc                            |                                                 |                                                 |                                                 |                                                 |                                        |                                        | (une agilolfienne)                     | (une agilolfienne)                     | (une agilolfienne)                     | (une agilolfienne)                     | (une agilolfienne)                  | (une agilolfienne)                  |                                        |                                        | Grimoald                               | Grimoald                               | Grimoald                               | Grimoald                               | Grimoald                            | Grimoald                            |                                     |                                     |                                     |                                     |                                          |                                     |               |               |                                              |                                              |                                              |                                              |                                              |                                              |                                     |                                     |                                     |                                     |                                     |                                     |                                     |                                     |                            |                            |                            |                            |  |  |  |  |  |  |  |  |  |  |  |  |  |  |  |  |  |  |  |  |  |  |  |  |  |  |  |  |  |  |  |  |
|                                      |                                      |                                        |                                        |                                              |                                              | Carloman noble franc                         | Carloman noble franc                         | Carloman noble franc                         | Carloman noble franc                         | Carloman noble franc                            | Carloman noble franc                            |                                                 |                                                 |                                                 |                                                 |                                        |                                        | (une agilolfienne)                     | (une agilolfienne)                     | (une agilolfienne)                     | (une agilolfienne)                     | (une agilolfienne)                  | (une agilolfienne)                  |                                        |                                        | Grimoald                               | Grimoald                               | Grimoald                               | Grimoald                               | Grimoald                            | Grimoald                            |                                     |                                     |                                     |                                     |                                          |                                     |               |               |                                              |                                              |                                              |                                              |                                              |                                              |                                     |                                     |                                     |                                     |                                     |                                     |                                     |                                     |                            |                            |                            |                            |  |  |  |  |  |  |  |  |  |  |  |  |  |  |  |  |  |  |  |  |  |  |  |  |  |  |  |  |  |  |  |  |
|                                      |                                      |                                        |                                        |                                              |                                              |                                              |                                              |                                              |                                              |                                                 |                                                 |                                                 |                                                 |                                                 |                                                 |                                        |                                        |                                        |                                        |                                        |                                        |                                     |                                     |                                        |                                        |                                        |                                        |                                        |                                        |                                     |                                     |                                     |                                     |                                     |                                     |                                          |                                     |               |               |                                              |                                              |                                              |                                              |                                              |                                              |                                     |                                     |                                     |                                     |                                     |                                     |                                     |                                     |                            |                            |                            |                            |  |  |  |  |  |  |  |  |  |  |  |  |  |  |  |  |  |  |  |  |  |  |  |  |  |  |  |  |  |  |  |  |
|                                      |                                      |                                        |                                        |                                              |                                              |                                              |                                              |                                              |                                              |                                                 |                                                 |                                                 |                                                 |                                                 |                                                 |                                        |                                        |                                        |                                        |                                        |                                        |                                     |                                     |                                        |                                        |                                        |                                        |                                        |                                        |                                     |                                     |                                     |                                     |                                     |                                     |                                          |                                     |               |               |                                              |                                              |                                              |                                              |                                              |                                              |                                     |                                     |                                     |                                     |                                     |                                     |                                     |                                     |                            |                            |                            |                            |  |  |  |  |  |  |  |  |  |  |  |  |  |  |  |  |  |  |  |  |  |  |  |  |  |  |  |  |  |  |  |  |
| Babo ambassadeur à Byzance (585)     | Babo ambassadeur à Byzance (585)     | Babo ambassadeur à Byzance (585)       | Babo ambassadeur à Byzance (585)       | Babo ambassadeur à Byzance (585)             | Babo ambassadeur à Byzance (585)             |                                              |                                              | Waldrade                                     | Waldrade                                     | Waldrade                                        | Waldrade                                        | Waldrade                                        | Waldrade                                        |                                                 |                                                 | Pépin l'Ancien maire du palais († 640) | Pépin l'Ancien maire du palais († 640) | Pépin l'Ancien maire du palais († 640) | Pépin l'Ancien maire du palais († 640) | Pépin l'Ancien maire du palais († 640) | Pépin l'Ancien maire du palais († 640) |                                     |                                     |                                        |                                        |                                        |                                        | Itte Idoberge abb. Nivelles († 652)    | Itte Idoberge abb. Nivelles († 652)    | Itte Idoberge abb. Nivelles († 652) | Itte Idoberge abb. Nivelles († 652) | Itte Idoberge abb. Nivelles († 652) | Itte Idoberge abb. Nivelles († 652) |                                     |                                     |                                          |                                     |               |               |                                              |                                              |                                              |                                              |                                              |                                              | Arnulf évêque de Metz († 640)       | Arnulf évêque de Metz († 640)       | Arnulf évêque de Metz († 640)       | Arnulf évêque de Metz († 640)       | Arnulf évêque de Metz († 640)       | Arnulf évêque de Metz († 640)       |                                     |                                     |                            |                            |                            |                            |  |  |  |  |  |  |  |  |  |  |  |  |  |  |  |  |  |  |  |  |  |  |  |  |  |  |  |  |  |  |  |  |
| Babo ambassadeur à Byzance (585)     | Babo ambassadeur à Byzance (585)     | Babo ambassadeur à Byzance (585)       | Babo ambassadeur à Byzance (585)       | Babo ambassadeur à Byzance (585)             | Babo ambassadeur à Byzance (585)             |                                              |                                              | Waldrade                                     | Waldrade                                     | Waldrade                                        | Waldrade                                        | Waldrade                                        | Waldrade                                        |                                                 |                                                 | Pépin l'Ancien maire du palais († 640) | Pépin l'Ancien maire du palais († 640) | Pépin l'Ancien maire du palais († 640) | Pépin l'Ancien maire du palais († 640) | Pépin l'Ancien maire du palais († 640) | Pépin l'Ancien maire du palais († 640) |                                     |                                     |                                        |                                        |                                        |                                        | Itte Idoberge abb. Nivelles († 652)    | Itte Idoberge abb. Nivelles († 652)    | Itte Idoberge abb. Nivelles († 652) | Itte Idoberge abb. Nivelles († 652) | Itte Idoberge abb. Nivelles († 652) | Itte Idoberge abb. Nivelles († 652) |                                     |                                     |                                          |                                     |               |               |                                              |                                              |                                              |                                              |                                              |                                              | Arnulf évêque de Metz († 640)       | Arnulf évêque de Metz († 640)       | Arnulf évêque de Metz († 640)       | Arnulf évêque de Metz († 640)       | Arnulf évêque de Metz († 640)       | Arnulf évêque de Metz († 640)       |                                     |                                     |                            |                            |                            |                            |  |  |  |  |  |  |  |  |  |  |  |  |  |  |  |  |  |  |  |  |  |  |  |  |  |  |  |  |  |  |  |  |
|                                      |                                      |                                        |                                        |                                              |                                              |                                              |                                              |                                              |                                              |                                                 |                                                 |                                                 |                                                 |                                                 |                                                 |                                        |                                        |                                        |                                        |                                        |                                        |                                     |                                     |                                        |                                        |                                        |                                        |                                        |                                        |                                     |                                     |                                     |                                     |                                     |                                     |                                          |                                     |               |               |                                              |                                              |                                              |                                              |                                              |                                              |                                     |                                     |                                     |                                     |                                     |                                     |                                     |                                     |                            |                            |                            |                            |  |  |  |  |  |  |  |  |  |  |  |  |  |  |  |  |  |  |  |  |  |  |  |  |  |  |  |  |  |  |  |  |
|                                      |                                      |                                        |                                        |                                              |                                              |                                              |                                              |                                              |                                              |                                                 |                                                 |                                                 |                                                 |                                                 |                                                 |                                        |                                        |                                        |                                        |                                        |                                        |                                     |                                     |                                        |                                        |                                        |                                        |                                        |                                        |                                     |                                     |                                     |                                     |                                     |                                     |                                          |                                     |               |               |                                              |                                              |                                              |                                              |                                              |                                              |                                     |                                     |                                     |                                     |                                     |                                     |                                     |                                     |                            |                            |                            |                            |  |  |  |  |  |  |  |  |  |  |  |  |  |  |  |  |  |  |  |  |  |  |  |  |  |  |  |  |  |  |  |  |
|                                      |                                      | Waldechise noble de Verdun             | Waldechise noble de Verdun             | Waldechise noble de Verdun                   | Waldechise noble de Verdun                   | Waldechise noble de Verdun                   | Waldechise noble de Verdun                   |                                              |                                              |                                                 |                                                 |                                                 |                                                 | Grimoald maire du palais (v.615 † 657)          | Grimoald maire du palais (v.615 † 657)          | Grimoald maire du palais (v.615 † 657) | Grimoald maire du palais (v.615 † 657) | Grimoald maire du palais (v.615 † 657) | Grimoald maire du palais (v.615 † 657) |                                        |                                        |                                     |                                     | Gertrude abbesse Nivelle (v.625 † 659) | Gertrude abbesse Nivelle (v.625 † 659) | Gertrude abbesse Nivelle (v.625 † 659) | Gertrude abbesse Nivelle (v.625 † 659) | Gertrude abbesse Nivelle (v.625 † 659) | Gertrude abbesse Nivelle (v.625 † 659) |                                     |                                     |                                     |                                     | Begga († 693)                       | Begga († 693)                       | Begga († 693)                            | Begga († 693)                       | Begga († 693) | Begga († 693) |                                              |                                              |                                              |                                              |                                              |                                              | Ansegisel domestique († 662)        | Ansegisel domestique († 662)        | Ansegisel domestique († 662)        | Ansegisel domestique († 662)        | Ansegisel domestique († 662)        | Ansegisel domestique († 662)        |                                     |                                     |                            |                            |                            |                            |  |  |  |  |  |  |  |  |  |  |  |  |  |  |  |  |  |  |  |  |  |  |  |  |  |  |  |  |  |  |  |  |
|                                      |                                      | Waldechise noble de Verdun             | Waldechise noble de Verdun             | Waldechise noble de Verdun                   | Waldechise noble de Verdun                   | Waldechise noble de Verdun                   | Waldechise noble de Verdun                   |                                              |                                              |                                                 |                                                 |                                                 |                                                 | Grimoald maire du palais (v.615 † 657)          | Grimoald maire du palais (v.615 † 657)          | Grimoald maire du palais (v.615 † 657) | Grimoald maire du palais (v.615 † 657) | Grimoald maire du palais (v.615 † 657) | Grimoald maire du palais (v.615 † 657) |                                        |                                        |                                     |                                     | Gertrude abbesse Nivelle (v.625 † 659) | Gertrude abbesse Nivelle (v.625 † 659) | Gertrude abbesse Nivelle (v.625 † 659) | Gertrude abbesse Nivelle (v.625 † 659) | Gertrude abbesse Nivelle (v.625 † 659) | Gertrude abbesse Nivelle (v.625 † 659) |                                     |                                     |                                     |                                     | Begga († 693)                       | Begga († 693)                       | Begga († 693)                            | Begga († 693)                       | Begga († 693) | Begga († 693) |                                              |                                              |                                              |                                              |                                              |                                              | Ansegisel domestique († 662)        | Ansegisel domestique († 662)        | Ansegisel domestique († 662)        | Ansegisel domestique († 662)        | Ansegisel domestique († 662)        | Ansegisel domestique († 662)        |                                     |                                     |                            |                            |                            |                            |  |  |  |  |  |  |  |  |  |  |  |  |  |  |  |  |  |  |  |  |  |  |  |  |  |  |  |  |  |  |  |  |
|                                      |                                      |                                        |                                        |                                              |                                              |                                              |                                              |                                              |                                              |                                                 |                                                 |                                                 |                                                 |                                                 |                                                 |                                        |                                        |                                        |                                        |                                        |                                        |                                     |                                     |                                        |                                        |                                        |                                        |                                        |                                        |                                     |                                     |                                     |                                     |                                     |                                     |                                          |                                     |               |               |                                              |                                              |                                              |                                              |                                              |                                              |                                     |                                     |                                     |                                     |                                     |                                     |                                     |                                     |                            |                            |                            |                            |  |  |  |  |  |  |  |  |  |  |  |  |  |  |  |  |  |  |  |  |  |  |  |  |  |  |  |  |  |  |  |  |
|                                      |                                      |                                        |                                        |                                              |                                              |                                              |                                              |                                              |                                              |                                                 |                                                 |                                                 |                                                 |                                                 |                                                 |                                        |                                        |                                        |                                        |                                        |                                        |                                     |                                     |                                        |                                        |                                        |                                        |                                        |                                        |                                     |                                     |                                     |                                     |                                     |                                     |                                          |                                     |               |               |                                              |                                              |                                              |                                              |                                              |                                              |                                     |                                     |                                     |                                     |                                     |                                     |                                     |                                     |                            |                            |                            |                            |  |  |  |  |  |  |  |  |  |  |  |  |  |  |  |  |  |  |  |  |  |  |  |  |  |  |  |  |  |  |  |  |
|                                      |                                      | Wandregisel abbé de Fontenelle († 668) | Wandregisel abbé de Fontenelle († 668) | Wandregisel abbé de Fontenelle († 668)       | Wandregisel abbé de Fontenelle († 668)       | Wandregisel abbé de Fontenelle († 668)       | Wandregisel abbé de Fontenelle († 668)       |                                              |                                              | Childebert III l'Adopté roi d'Austrasie († 662) | Childebert III l'Adopté roi d'Austrasie († 662) | Childebert III l'Adopté roi d'Austrasie († 662) | Childebert III l'Adopté roi d'Austrasie († 662) | Childebert III l'Adopté roi d'Austrasie († 662) | Childebert III l'Adopté roi d'Austrasie († 662) |                                        |                                        | Vulfetrude abbesse Nivelles († 669)    | Vulfetrude abbesse Nivelles († 669)    | Vulfetrude abbesse Nivelles († 669)    | Vulfetrude abbesse Nivelles († 669)    | Vulfetrude abbesse Nivelles († 669) | Vulfetrude abbesse Nivelles († 669) |                                        |                                        |                                        |                                        |                                        |                                        |                                     |                                     |                                     |                                     |                                     |                                     |                                          |                                     |               |               |                                              |                                              |                                              |                                              | Clotilde Dode († 699) x Thierry III          | Clotilde Dode († 699) x Thierry III          | Clotilde Dode († 699) x Thierry III | Clotilde Dode († 699) x Thierry III | Clotilde Dode († 699) x Thierry III | Clotilde Dode († 699) x Thierry III |                                     |                                     | Griffo archevêque de Rouen          | Griffo archevêque de Rouen          | Griffo archevêque de Rouen | Griffo archevêque de Rouen | Griffo archevêque de Rouen | Griffo archevêque de Rouen |  |  |  |  |  |  |  |  |  |  |  |  |  |  |  |  |  |  |  |  |  |  |  |  |  |  |  |  |  |  |  |  |
|                                      |                                      | Wandregisel abbé de Fontenelle († 668) | Wandregisel abbé de Fontenelle († 668) | Wandregisel abbé de Fontenelle († 668)       | Wandregisel abbé de Fontenelle († 668)       | Wandregisel abbé de Fontenelle († 668)       | Wandregisel abbé de Fontenelle († 668)       |                                              |                                              | Childebert III l'Adopté roi d'Austrasie († 662) | Childebert III l'Adopté roi d'Austrasie († 662) | Childebert III l'Adopté roi d'Austrasie († 662) | Childebert III l'Adopté roi d'Austrasie († 662) | Childebert III l'Adopté roi d'Austrasie († 662) | Childebert III l'Adopté roi d'Austrasie († 662) |                                        |                                        | Vulfetrude abbesse Nivelles († 669)    | Vulfetrude abbesse Nivelles († 669)    | Vulfetrude abbesse Nivelles († 669)    | Vulfetrude abbesse Nivelles († 669)    | Vulfetrude abbesse Nivelles († 669) | Vulfetrude abbesse Nivelles († 669) |                                        |                                        |                                        |                                        |                                        |                                        |                                     |                                     |                                     |                                     |                                     |                                     | Pépin de Herstal maire du palais († 714) |                                     |               |               |                                              |                                              |                                              |                                              | Clotilde Dode († 699) x Thierry III          | Clotilde Dode († 699) x Thierry III          | Clotilde Dode († 699) x Thierry III | Clotilde Dode († 699) x Thierry III | Clotilde Dode († 699) x Thierry III | Clotilde Dode († 699) x Thierry III |                                     |                                     | Griffo archevêque de Rouen          | Griffo archevêque de Rouen          | Griffo archevêque de Rouen | Griffo archevêque de Rouen | Griffo archevêque de Rouen | Griffo archevêque de Rouen |  |  |  |  |  |  |  |  |  |  |  |  |  |  |  |  |  |  |  |  |  |  |  |  |  |  |  |  |  |  |  |  |
|                                      |                                      |                                        |                                        |                                              |                                              |                                              |                                              |                                              |                                              |                                                 |                                                 |                                                 |                                                 |                                                 |                                                 |                                        |                                        |                                        |                                        | Plectrude (Hugobertide)                | Plectrude (Hugobertide)                | Plectrude (Hugobertide)             | Plectrude (Hugobertide)             | Plectrude (Hugobertide)                | Plectrude (Hugobertide)                |                                        |                                        |                                        |                                        |                                     |                                     |                                     |                                     |                                     |                                     |                                          |                                     |               |               |                                              |                                              |                                              |                                              |                                              |                                              |                                     |                                     |                                     |                                     |                                     |                                     | Alpaïde                             | Alpaïde                             | Alpaïde                    | Alpaïde                    | Alpaïde                    | Alpaïde                    |  |  |  |  |  |  |  |  |  |  |  |  |  |  |  |  |  |  |  |  |  |  |  |  |  |  |  |  |  |  |  |  |
|                                      |                                      |                                        |                                        |                                              |                                              |                                              |                                              |                                              |                                              |                                                 |                                                 |                                                 |                                                 |                                                 |                                                 |                                        |                                        |                                        |                                        | Plectrude (Hugobertide)                | Plectrude (Hugobertide)                | Plectrude (Hugobertide)             | Plectrude (Hugobertide)             | Plectrude (Hugobertide)                | Plectrude (Hugobertide)                |                                        |                                        |                                        |                                        |                                     |                                     |                                     |                                     |                                     |                                     |                                          |                                     |               |               |                                              |                                              |                                              |                                              |                                              |                                              |                                     |                                     |                                     |                                     |                                     |                                     | Alpaïde                             | Alpaïde                             | Alpaïde                    | Alpaïde                    | Alpaïde                    | Alpaïde                    |  |  |  |  |  |  |  |  |  |  |  |  |  |  |  |  |  |  |  |  |  |  |  |  |  |  |  |  |  |  |  |  |
|                                      |                                      |                                        |                                        |                                              |                                              |                                              |                                              |                                              |                                              |                                                 |                                                 |                                                 |                                                 |                                                 |                                                 |                                        |                                        |                                        |                                        |                                        |                                        |                                     |                                     |                                        |                                        |                                        |                                        |                                        |                                        |                                     |                                     |                                     |                                     |                                     |                                     |                                          |                                     |               |               |                                              |                                              |                                              |                                              |                                              |                                              |                                     |                                     |                                     |                                     |                                     |                                     |                                     |                                     |                            |                            |                            |                            |  |  |  |  |  |  |  |  |  |  |  |  |  |  |  |  |  |  |  |  |  |  |  |  |  |  |  |  |  |  |  |  |
|                                      |                                      |                                        |                                        |                                              |                                              |                                              |                                              |                                              |                                              |                                                 |                                                 |                                                 |                                                 |                                                 |                                                 |                                        |                                        |                                        |                                        |                                        |                                        |                                     |                                     |                                        |                                        |                                        |                                        |                                        |                                        |                                     |                                     |                                     |                                     |                                     |                                     |                                          |                                     |               |               |                                              |                                              |                                              |                                              |                                              |                                              |                                     |                                     |                                     |                                     |                                     |                                     |                                     |                                     |                            |                            |                            |                            |  |  |  |  |  |  |  |  |  |  |  |  |  |  |  |  |  |  |  |  |  |  |  |  |  |  |  |  |  |  |  |  |
|                                      |                                      |                                        |                                        | Adaltrude fille de Berthaire maire de palais | Adaltrude fille de Berthaire maire de palais | Adaltrude fille de Berthaire maire de palais | Adaltrude fille de Berthaire maire de palais | Adaltrude fille de Berthaire maire de palais | Adaltrude fille de Berthaire maire de palais |                                                 |                                                 |                                                 |                                                 |                                                 |                                                 |                                        |                                        |                                        |                                        | Drogon duc de Champagne (670 † 708)    | Drogon duc de Champagne (670 † 708)    | Drogon duc de Champagne (670 † 708) | Drogon duc de Champagne (670 † 708) | Drogon duc de Champagne (670 † 708)    | Drogon duc de Champagne (670 † 708)    |                                        |                                        |                                        |                                        |                                     |                                     | Grimoald II maire du palais († 714) | Grimoald II maire du palais († 714) | Grimoald II maire du palais († 714) | Grimoald II maire du palais († 714) | Grimoald II maire du palais († 714)      | Grimoald II maire du palais († 714) |               |               | Charles Martel maire du palais (v.685 † 741) | Charles Martel maire du palais (v.685 † 741) | Charles Martel maire du palais (v.685 † 741) | Charles Martel maire du palais (v.685 † 741) | Charles Martel maire du palais (v.685 † 741) | Charles Martel maire du palais (v.685 † 741) |                                     |                                     | Childebrand duc en Provence († 751) | Childebrand duc en Provence († 751) | Childebrand duc en Provence († 751) | Childebrand duc en Provence († 751) | Childebrand duc en Provence († 751) | Childebrand duc en Provence († 751) |                            |                            |                            |                            |  |  |  |  |  |  |  |  |  |  |  |  |  |  |  |  |  |  |  |  |  |  |  |  |  |  |  |  |  |  |  |  |
|                                      |                                      |                                        |                                        | Adaltrude fille de Berthaire maire de palais | Adaltrude fille de Berthaire maire de palais | Adaltrude fille de Berthaire maire de palais | Adaltrude fille de Berthaire maire de palais | Adaltrude fille de Berthaire maire de palais | Adaltrude fille de Berthaire maire de palais |                                                 |                                                 |                                                 |                                                 |                                                 |                                                 |                                        |                                        |                                        |                                        | Drogon duc de Champagne (670 † 708)    | Drogon duc de Champagne (670 † 708)    | Drogon duc de Champagne (670 † 708) | Drogon duc de Champagne (670 † 708) | Drogon duc de Champagne (670 † 708)    | Drogon duc de Champagne (670 † 708)    |                                        |                                        |                                        |                                        |                                     |                                     | Grimoald II maire du palais († 714) | Grimoald II maire du palais († 714) | Grimoald II maire du palais († 714) | Grimoald II maire du palais († 714) | Grimoald II maire du palais († 714)      | Grimoald II maire du palais († 714) |               |               | Charles Martel maire du palais (v.685 † 741) | Charles Martel maire du palais (v.685 † 741) | Charles Martel maire du palais (v.685 † 741) | Charles Martel maire du palais (v.685 † 741) | Charles Martel maire du palais (v.685 † 741) | Charles Martel maire du palais (v.685 † 741) |                                     |                                     | Childebrand duc en Provence († 751) | Childebrand duc en Provence († 751) | Childebrand duc en Provence († 751) | Childebrand duc en Provence († 751) | Childebrand duc en Provence († 751) | Childebrand duc en Provence († 751) |                            |                            |                            |                            |  |  |  |  |  |  |  |  |  |  |  |  |  |  |  |  |  |  |  |  |  |  |  |  |  |  |  |  |  |  |  |  |
|                                      |                                      |                                        |                                        |                                              |                                              |                                              |                                              |                                              |                                              |                                                 |                                                 |                                                 |                                                 |                                                 |                                                 |                                        |                                        |                                        |                                        |                                        |                                        |                                     |                                     |                                        |                                        |                                        |                                        |                                        |                                        |                                     |                                     |                                     |                                     |                                     |                                     |                                          |                                     |               |               |                                              |                                              |                                              |                                              |                                              |                                              |                                     |                                     |                                     |                                     |                                     |                                     |                                     |                                     |                            |                            |                            |                            |  |  |  |  |  |  |  |  |  |  |  |  |  |  |  |  |  |  |  |  |  |  |  |  |  |  |  |  |  |  |  |  |
|                                      |                                      |                                        |                                        |                                              |                                              |                                              |                                              |                                              |                                              |                                                 |                                                 |                                                 |                                                 |                                                 |                                                 |                                        |                                        |                                        |                                        |                                        |                                        |                                     |                                     |                                        |                                        |                                        |                                        |                                        |                                        |                                     |                                     |                                     |                                     |                                     |                                     |                                          |                                     |               |               |                                              |                                              |                                              |                                              |                                              |                                              |                                     |                                     |                                     |                                     |                                     |                                     |                                     |                                     |                            |                            |                            |                            |  |  |  |  |  |  |  |  |  |  |  |  |  |  |  |  |  |  |  |  |  |  |  |  |  |  |  |  |  |  |  |  |
| Arnulf duc (des Burgondes ?) († 723) | Arnulf duc (des Burgondes ?) († 723) | Arnulf duc (des Burgondes ?) († 723)   | Arnulf duc (des Burgondes ?) († 723)   | Arnulf duc (des Burgondes ?) († 723)         | Arnulf duc (des Burgondes ?) († 723)         |                                              |                                              | Hugues arch. de Rouen († 730)                | Hugues arch. de Rouen († 730)                | Hugues arch. de Rouen († 730)                   | Hugues arch. de Rouen († 730)                   | Hugues arch. de Rouen († 730)                   | Hugues arch. de Rouen († 730)                   |                                                 |                                                 | Pépin († 723)                          | Pépin († 723)                          | Pépin († 723)                          | Pépin († 723)                          | Pépin († 723)                          | Pépin († 723)                          |                                     |                                     | Godefried (.. 708-723 ..)              | Godefried (.. 708-723 ..)              | Godefried (.. 708-723 ..)              | Godefried (.. 708-723 ..)              | Godefried (.. 708-723 ..)              | Godefried (.. 708-723 ..)              |                                     |                                     | Thibaud maire de palais († 741)     | Thibaud maire de palais († 741)     | Thibaud maire de palais († 741)     | Thibaud maire de palais († 741)     | Thibaud maire de palais († 741)          | Thibaud maire de palais († 741)     |               |               |                                              |                                              |                                              |                                              |                                              |                                              |                                     |                                     |                                     |                                     |                                     |                                     |                                     |                                     |                            |                            |                            |                            |  |  |  |  |  |  |  |  |  |  |  |  |  |  |  |  |  |  |  |  |  |  |  |  |  |  |  |  |  |  |  |  |
| Arnulf duc (des Burgondes ?) († 723) | Arnulf duc (des Burgondes ?) († 723) | Arnulf duc (des Burgondes ?) († 723)   | Arnulf duc (des Burgondes ?) († 723)   | Arnulf duc (des Burgondes ?) († 723)         | Arnulf duc (des Burgondes ?) († 723)         |                                              |                                              | Hugues arch. de Rouen († 730)                | Hugues arch. de Rouen († 730)                | Hugues arch. de Rouen († 730)                   | Hugues arch. de Rouen († 730)                   | Hugues arch. de Rouen († 730)                   | Hugues arch. de Rouen († 730)                   |                                                 |                                                 | Pépin († 723)                          | Pépin († 723)                          | Pépin († 723)                          | Pépin († 723)                          | Pépin († 723)                          | Pépin († 723)                          |                                     |                                     | Godefried (.. 708-723 ..)              | Godefried (.. 708-723 ..)              | Godefried (.. 708-723 ..)              | Godefried (.. 708-723 ..)              | Godefried (.. 708-723 ..)              | Godefried (.. 708-723 ..)              |                                     |                                     | Thibaud maire de palais († 741)     | Thibaud maire de palais († 741)     | Thibaud maire de palais († 741)     | Thibaud maire de palais († 741)     | Thibaud maire de palais († 741)          | Thibaud maire de palais († 741)     |               |               |                                              |                                              |                                              |                                              |                                              |                                              |                                     |                                     |                                     |                                     |                                     |                                     |                                     |                                     |                            |                            |                            |                            |  |  |  |  |  |  |  |  |  |  |  |  |  |  |  |  |  |  |  |  |  |  |  |  |  |  |  |  |  |  |  |  |
|                                      |                                      |                                        |                                        |                                              |                                              |                                              |                                              |                                              |                                              |                                                 |                                                 |                                                 |                                                 |                                                 |                                                 |                                        |                                        |                                        |                                        |                                        |                                        |                                     |                                     | descendance (?)                        | descendance (?)                        | descendance (?)                        | descendance (?)                        | descendance (?)                        | descendance (?)                        |                                     |                                     |                                     |                                     |                                     |                                     |                                          |                                     |               |               | Carolingiens                                 | Carolingiens                                 | Carolingiens                                 | Carolingiens                                 | Carolingiens                                 | Carolingiens                                 |                                     |                                     | Nibelungides                        | Nibelungides                        | Nibelungides                        | Nibelungides                        | Nibelungides                        | Nibelungides                        |                            |                            |                            |                            |  |  |  |  |  |  |  |  |  |  |  |  |  |  |  |  |  |  |  |  |  |  |  |  |  |  |  |  |  |  |  |  |